# Rejon mścisławski
Rejon mścisławski (biał. Мсціслаўскі раён, Мсьціслаўскі раён) – rejon we wschodniej Białorusi, w obwodzie mohylewskim.